# Meridiano 94 E
O meridiano 94 E é um meridiano que, partindo do Polo Norte, atravessa o Oceano Ártico, Ásia, Oceano Índico, Oceano Antártico, Antártida e chega ao Polo Sul. Forma um círculo máximo com o Meridiano 86 W.
Começando no Polo Norte, o meridiano 94º Este tem os seguintes cruzamentos:
| País, território ou mar | Notas |
| ----------------------- | --- |
| Oceano Ártico           | |
| Rússia                  | Krai de Krasnoyarsk - Ilha Komsomolets e Ilha da Revolução de Outubro, Severnaya Zemlya                    |
| Oceano Ártico           | Mar de Kara - passa a leste da Ilha Voronina, Krai de Krasnoyarsk, Rússia                                  |
| Rússia                  | Krai de Krasnoyarsk - Arquipélago de Nordenskiöld                                                          |
| Oceano Ártico           | Mar de Kara                                                                                                |
| Rússia                  | Krai de Krasnoyarsk Tuva                                                                                   |
| Mongólia                | |
| China                   | Xinjiang Gansu Qinghai Tibete                                                                              |
| Índia                   | Arunachal Pradesh, reclamado pela China · Assam · Nagaland · Manipur<                                      |
| Myanmar                 | |
| Oceano Índico           | Passa a leste da Ilha Barren, Ilhas Andamão, Índia · Passa a leste da Grande Nicobar, Ilhas Nicobar, Índia |
| Oceano Antártico        | |
| Antártida               | Território Antártico Australiano, reclamado pela Austrália                                                 |